# 1100.
1100. je prvo desetletje v 12. stoletju med letoma 1100 in 1109. 